# Projektor filmowy

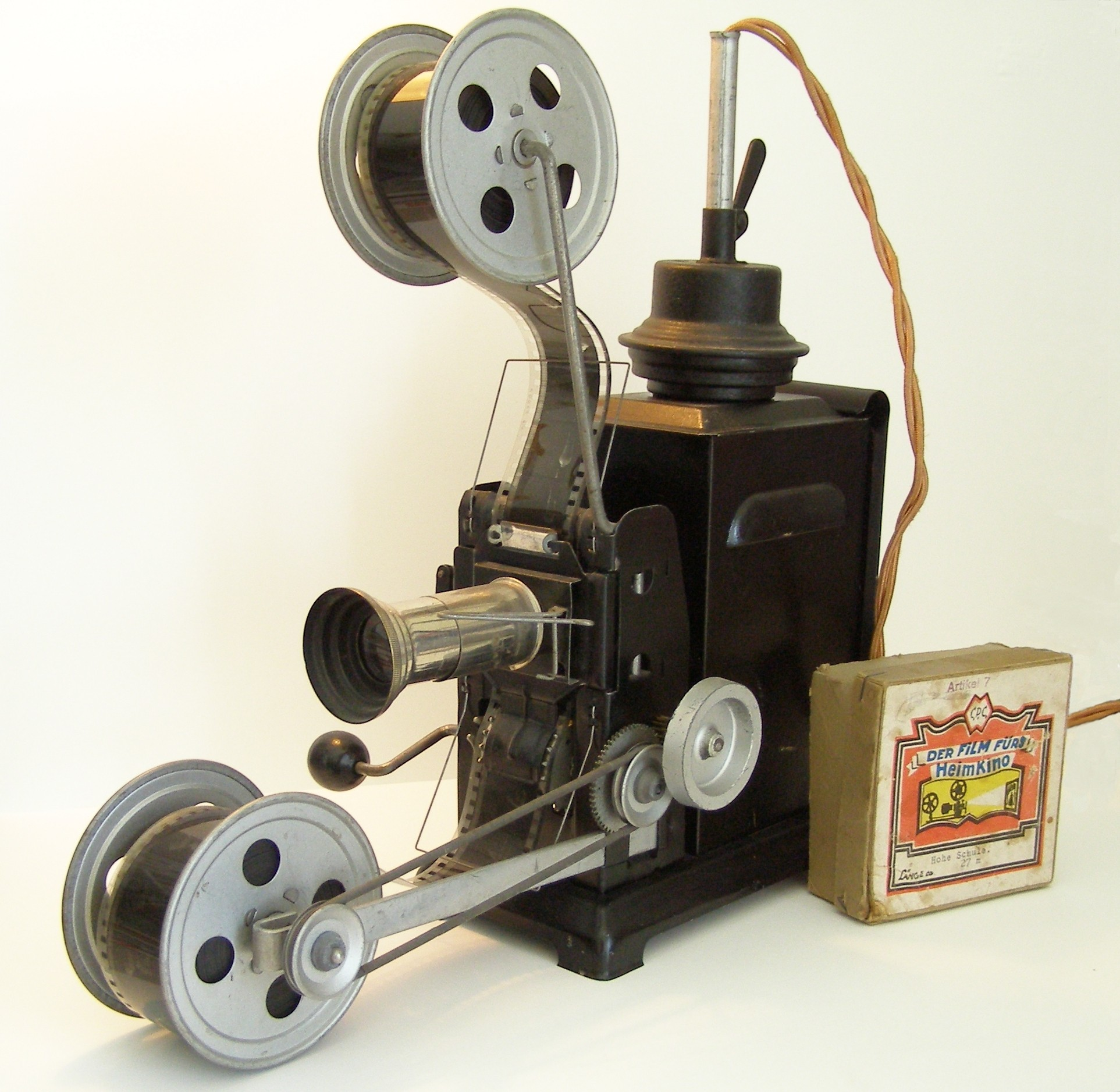
Projektor z napędem ręcznym

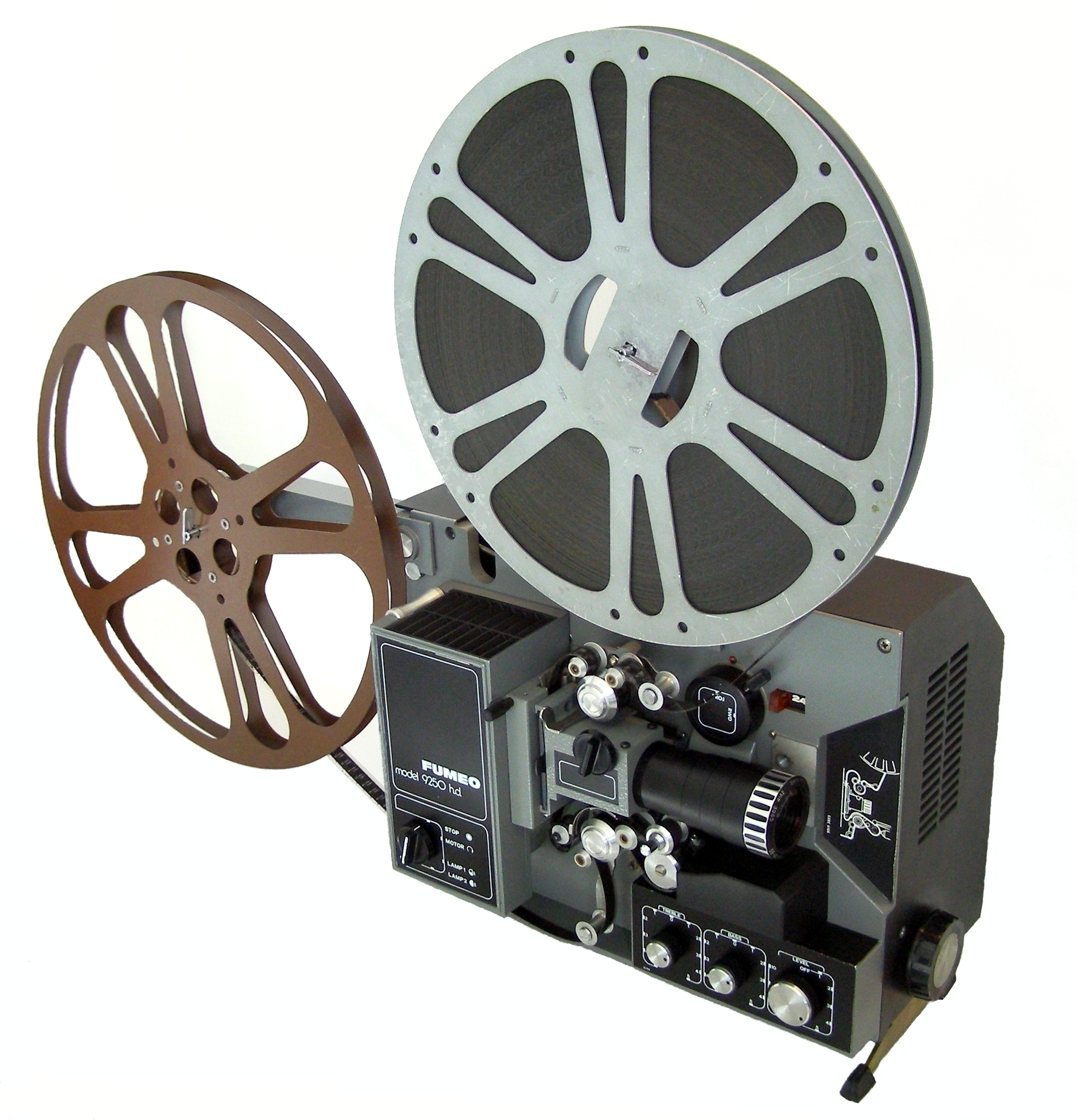
Półprofesjonalny projektor na film szer. 16 mm

Projektor filmowy – aparat optyczny przeznaczony do rzutowania obrazów przenikających przez film na ekran projekcyjny, wyposażony (w odróżnieniu od rzutnika przeźroczy), w mechanizm ciągłego szybkiego przesuwu rzutowanego filmu w ten sposób, że rzutowane na ekranie obrazy zmieniają się na tyle szybko (na ogół nie mniej niż 16 obrazów na sekundę), że ludzkie oko odbiera je jako obraz ruchomy.

## Historia
Wynalezienie pierwszego projektora filmowego (kinematografu) przypisywane jest m.in. braciom Lumière (którzy opatentowali go w roku 1895), ale także niemieckiemu reżyserowi, m.in. Oskarowi Messterowi (w 1896 r.), a również (w 1894) Kazimierzowi Prószyńskiemu, który swoje urządzenie nazwał Pleografem.

## Budowa oraz sposób działania
Mechanizm przesuwu filmu w projektorze filmowym, w celu wywołania odpowiedniego efektu wynikającego z bezwładności ludzkiego oka, musi zapewniać stałe, regularne i bardzo szybkie przesuwanie filmu o odcinek długości jednego kadru i stabilne zatrzymanie go w polu widzenia obiektywu na tyle długo, by oko ludzkie patrzące na ekran zarejestrowało obraz. Wykorzystywany do tego celu jest m.in. tzw. mechanizm maltański, zamieniający ciągły ruch obrotowy w ruch przerywany.

## Rodzaje projektorów
Współczesne profesjonalne projektory filmowe jako źródło światła wykorzystują najczęściej ksenonowe lampy łukowe, a przesuw taśmy filmowej zapewniany jest przy pomocy silników elektrycznych, jednakowoż w przeszłości stosowano również mechanizmy napędzane ręcznie korbą (jak na fotografii obok). Źródłem światła w bardzo wczesnych projektorach były palniki Drummonda, jak również wczesne wersje lamp łukowych. Stosowano również (i do dziś stosuje się w projektorach do użytku domowego) specjalne żarówki projekcyjne dużej mocy (o dużej jasności).

## Rodzaje filmów

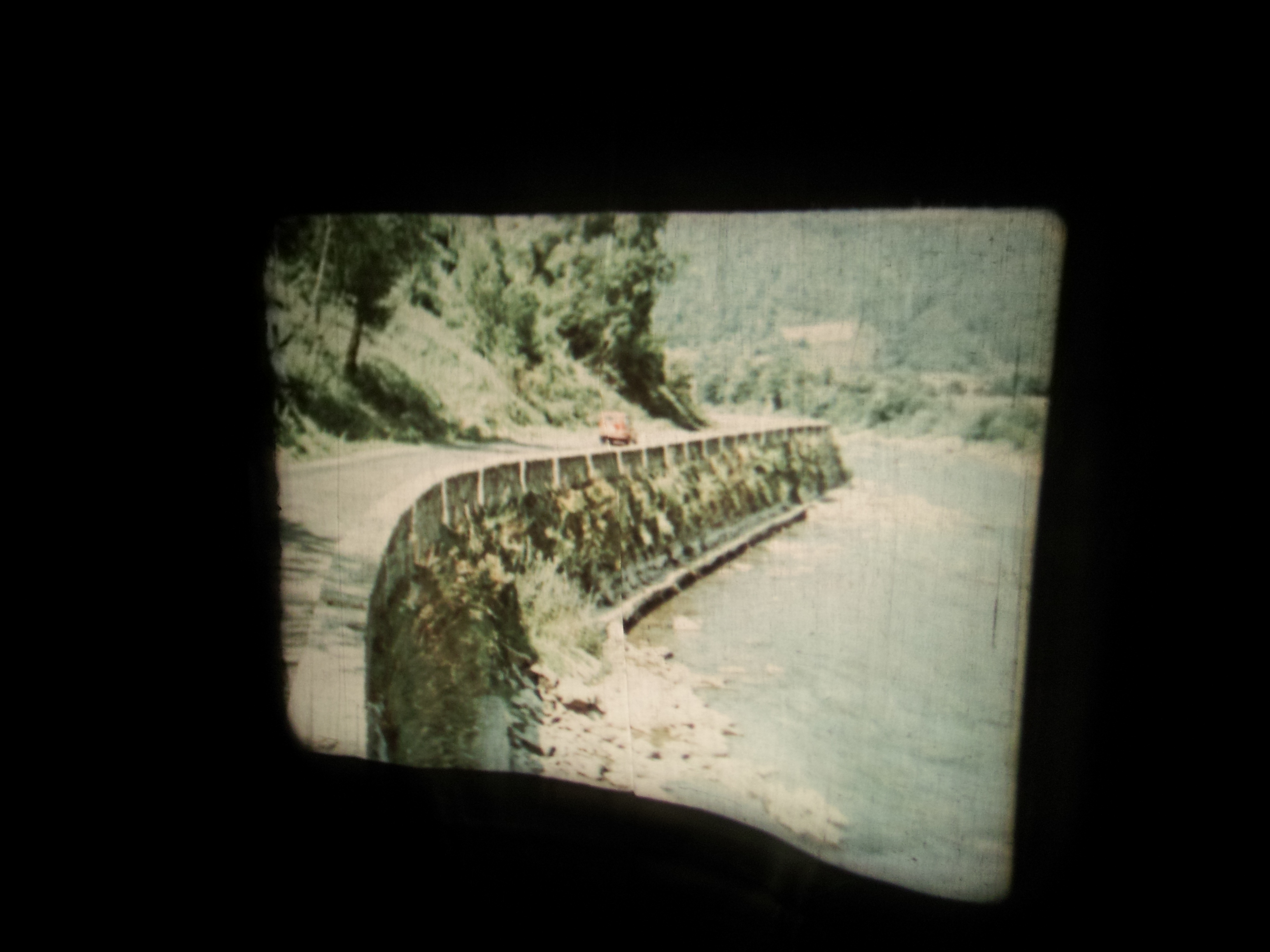
Urywek filmu 16 mm Chrońmy Przyrodę (z projektora Prexer)

Projektory filmowe dostosowane być muszą pod względem mechanicznym i optycznym do standardów stosowanych w kinematografii filmów. Do celów amatorskich używane są najczęściej filmy standardu super 8 (rozwinięcie starszego standardu 8 mm), do celów półprofesjonalnych na ogół 16 mm, w kinematografii profesjonalnej 35 mm, super 35 i 70 mm. Stosowany niegdyś (od lat 20. XX wieku) standard filmów szerokości 9,5 mm z centralną perforacją wyszedł z użycia już w połowie XX stulecia i nie jest już stosowany.
Współczesne projektory wyposażone są także w czytnik zapisu sygnału fonii, znajdującego się na specjalnej ścieżce akustycznej obok obrazów na filmie.